# Sande (Møre og Romsdal)
Sande és un municipi situat al comtat de Møre og Romsdal, Noruega. Té 2.559 habitants (2016) i té una superfície de 93.13 km². El centre administratiu del municipi és el poble de 	Larsnes.